# 谭照华
谭照华（1939年12月—），湖南望城人，1959年9月加入中国共产党。中华人民共和国政治人物。中南矿冶学院企业管理班毕业。后在衡阳冶金机械总厂工作，历任工人、生产班长、工段长、办公室主任、政治部主任、干部部部长、车间主任、厂革委会常委、办公室主任、副厂长、厂长等职（中间曾被下放至车间劳动）。1985年起历任岳阳地区行政公署专员、岳阳市市长；湖南省物资厅厅长、湖南物资产业集团总公司总经理、湖南物资产业集团有限公司董事长。2001年因涉嫌“挪用公款罪”被捕，2003年以挪用公款罪和受贿罪被判刑11年，2011年2月在蒙冤十年后获湖南省高级人民法院平反。